# Zaebos

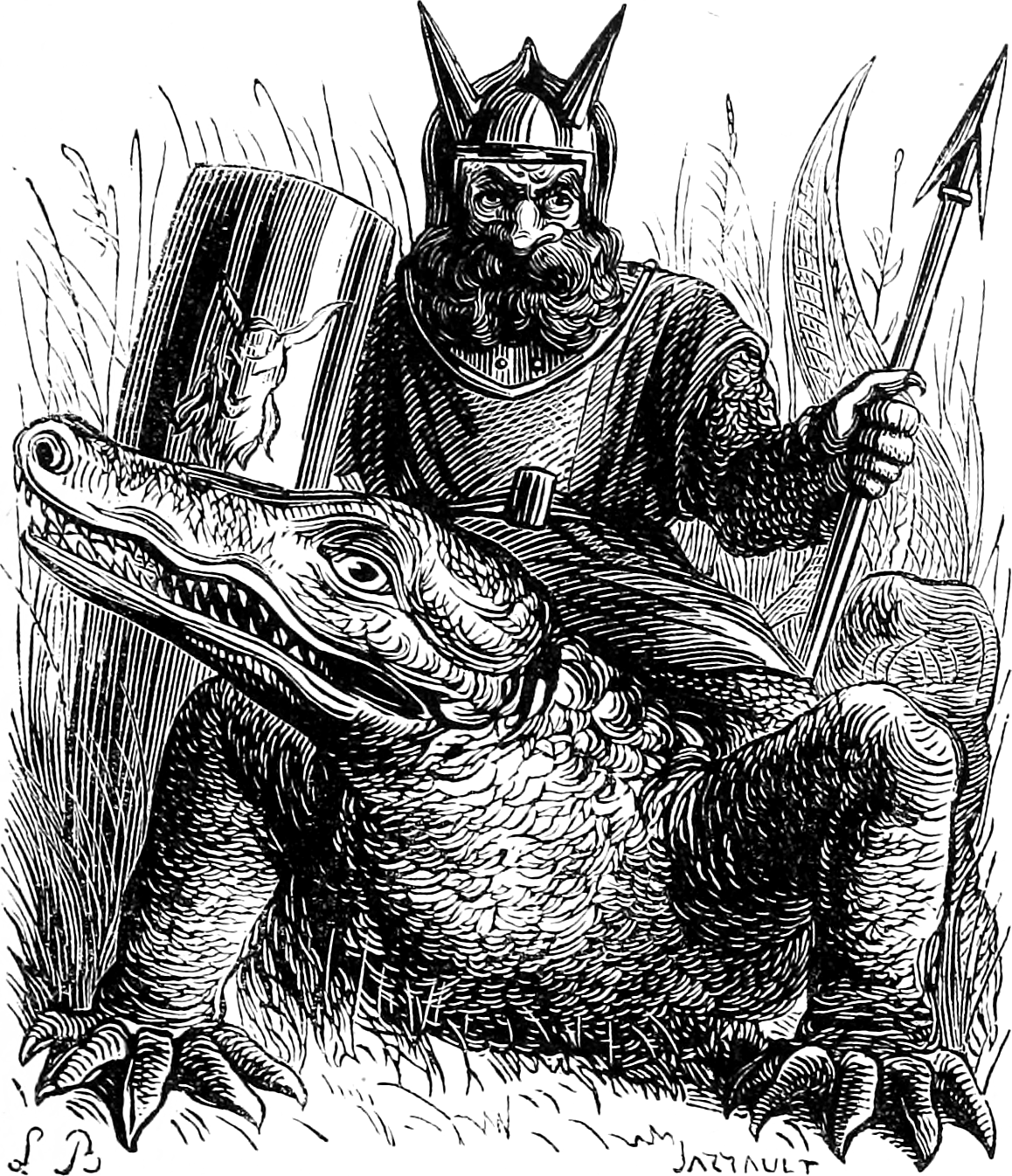
Ilustração de Zaebos no Dictionnaire Infernal (1863).

Zaebos é um demônio ou espírito no Dictionnaire Infernal. Zaebos é descrito como o Grande Contador dos reinos infernais e aparece na forma de um belo soldado montado em um crocodilo.